# Megur, Kushtagi
Megur là một làng thuộc tehsil Kushtagi, huyện Koppal, bang Karnataka, Ấn Độ.